# Feldkirchi járás
A Feldkirchi járás, kerület (németül Bezirk Feldkirch) Ausztria legnyugatibb tartományának, Vorarlbergnek a négy járása közül a legnyugatabbi. Székhelye Feldkirch. Az Alpokban, a Rajna völgyében fekszik, Svájccal és Lichtensteinnel határos.

## Közigazgatási beosztás
A járásban 24 község található, melyek közül egy városi rangot visel, három pedig mezőváros. A községek a következők (zárójelben a népesség szerepel):
Város (Stadt)
- Feldkirch (31 054)

Mezővárosok (Marktgemeinde)
- Frastanz (6 274)
- Götzis (10 795)
- Rankweil (11 635)

Községek (Gemeinde)
- Altach (6 397)
- Düns (377)
- Dünserberg (147)
- Fraxern (677)
- Göfis (3 083)
- Klaus (3 102)
- Koblach (4 269)
- Laterns (678)
- Mäder (3 739)
- Meiningen (2 035)
- Röns (314)
- Röthis (1922)
- Satteins (2 590)
- Schlins (2 271)
- Schnifis (762)
- Sulz (2 390)
- Übersaxen (629)
- Viktorsberg (389)
- Weiler (2 022)
- Zwischenwasser (3 105)

## Fordítás
Ez a szócikk részben vagy egészben  a   Feldkirch District című angol Wikipédia-szócikk ezen változatának fordításán alapul.  Az eredeti cikk szerkesztőit annak laptörténete sorolja fel. Ez a jelzés csupán a megfogalmazás eredetét és a szerzői jogokat jelzi, nem szolgál a cikkben szereplő információk forrásmegjelöléseként.

## Külső hivatkozások
- Honlap (németül)